# B. Ed Johnson
Benjamin Ed Johnson (* 28. Oktober 1914; † 8. Juni 1983) war ein US-amerikanischer Politiker.

## Leben
Johnson wurde am 28. November 1945 in einer Nachwahl im 24. Senatsdistrikt in den Senat von Georgia gewählt, um den vakanten Sitz des verstorbenen Senators H. Dixon Smith neu zu besetzen.
In den Jahren 1960 und 1961 bekleidete er das Amt des Bürgermeisters von Columbus, Georgia. 1964 trat Johnson bei der ersten Direktwahl des Bürgermeisters in Columbus an und wurde erneut Bürgermeister der Stadt. Seine Amtseinführung erfolgte im Januar 1965. Johnson bekleidete das Amt bis einschließlich 1968.